# Steve Brown (ondernemer)
Steven Kees Aaron (Steve) Brown (Roseville, 26 oktober 1954) is een Nederlands ondernemer, programmamaker en auteur van Amerikaanse afkomst.
In de jaren tachtig stond hij aan het hoofd van de controversiële coffeeshop The Happy Family en in de jaren negentig was hij getuige in de rechtszaak tegen Martin Hoogland. Hij erkent in de jaren zeventig, tachtig en begin jaren negentig in de hasjhandel actief te zijn geweest maar heeft de criminaliteit naar eigen zeggen in 1992 de rug toegekeerd. Na een aantal jaren een wekelijks televisieprogramma te hebben gemaakt voor de Amsterdamse lokale omroep SALTO onder de titel Stem van de straat richtte hij in 2017 de politieke partij Stem van de straat op om daarmee te kunnen deelnemen aan de gemeenteraadsverkiezingen van 2018. Brown heeft zich laten inspireren door de marktkoopman en zwerver Had-je-me-maar, die in 1921 als lijsttrekker van de anarchistische Rapaille Partij in de gemeenteraad van Amsterdam gekozen werd.

## Jeugd en opleiding
Brown kwam als tweejarig kind naar Nederland en woonde in de Amsterdamse buurt De Pijp. Op zijn 16e was hij daar schoorsteenveger. Brown volgde op het Amsterdamse Montessorilyceum twee jaar de hbs en haalde daarna het hbo-diploma sociaal werk. In 1982 haalde hij het diploma van het Instituut Voortgezette Agogische Beroepsopleiding te Amsterdam. Hij behaalde in 2000 zijn propedeuse Nederlands recht (zie ook onder).

## The Happy Family
Brown was in 1979 op 25-jarige leeftijd de oprichter van de coffeeshopketen 'The Happy Family'. Dit was formeel gezien een stichting voor opvang van randgroepjongeren, die jaarlijks 180.000 gulden subsidie kreeg. Na klachten uit de buurt deed de politie hier in 1982 een inval, waarbij 1,5 kilo hasj en een groot aantal illegaal gekopieerde videobanden in beslag werden genomen. Vanwege de agressieve reacties van zowel personeel als bezoekers van de coffeeshop werden geen arrestaties verricht om de zaak niet verder te laten escaleren. Begin 1984 ontdekte de afdeling financiën van de gemeente Amsterdam in het jaarverslag van de stichting uit 1983 dat er wel erg hoge posten in stonden (zoals hoge baromzetten) en ze vermoedden dat er drugsgeld in was verwerkt. Een onderzoek van de gemeentelijke accountantsdienst en een ander onafhankelijk onderzoek door het accountantsbureau Van Dien en Co. deden de vermoedens rijzen dat The Happy Family in feite niets anders was dan een dekmantelbedrijf voor professionele drugshandel. Omdat The Happy Family een stichting was en dus geen winstoogmerk mocht hebben, startte de belastingdienst ook een onderzoek en concludeerde dat met de handel in softdrugs jaarlijks naar schatting 12 miljoen gulden omzet werd gedraaid, waarvan 4 miljoen netto winst. Deze schattingen stemden ongeveer overeen met die van de gemeente en Van Dien en Co. De bevindingen leidden echter niet tot stopzetting van de subsidies, waarna een ambtenaar het rapport uit frustratie hierover liet uitlekken naar de VVD-politici Paul Luijten en Anne Lize van der Stoel. De VVD-fractie kwam daarop in april 1985 met de '12 miljoen' op de proppen in een raadsvergadering onder het mom van eigen onderzoek, daar de beide gemeenterapporten officieel geheim waren. The Happy Family ontkende de aantijgingen en probeerde via een proces achter de tipgevers van de VVD-politici te komen. Met name Van der Stoel was fel gekeerd tegen het mogelijk subsidiëren van de drugshandel en wist uiteindelijk de geldkraan dicht te draaien, hetgeen Brown haar niet vergaf. In 1996 spande hij tevergeefs een rechtszaak tegen haar aan vanwege vermeende corruptie en banden met de georganiseerde misdaad.
In dezelfde tijd werd beslag gelegd op ruim 200.000 gulden die de stichting nog tegoed had van de gemeente vanwege een navordering over 1984 van ongeveer 750.000 gulden. Ook hiertegen spande The Happy Family een proces aan, dat ze wist te winnen. Dit vonnis werd later dat jaar weer nietig verklaard. Zelf verklaarde de advocaat van de stichting dat er jaarlijks slechts 650.000 gulden werd omgezet. Omdat de gemeente de hulp aan randgroepjongeren belangrijk vond en de stichting zichzelf kon bedruipen, werd de subsidie voortgezet. Wel was er nu zoveel negatieve publiciteit gegenereerd, dat Brown de activiteiten van de stichting langzaam afbouwde.
In 1993 zou Brown in het tv-programma Ooggetuige vanuit zijn schuilplaats in Amerika toegeven dat er in die jaren in werkelijkheid zo'n 50 miljoen per jaar werd omgezet en dat de subsidies in werkelijkheid opgingen aan dure vakanties en etentjes met zijn vrienden. Hij verklaarde verder dat hij en zijn gezin in de jaren zeventig en tachtig de subsidies van de gemeente alsook een groot aantal liefdadigheidsinstellingen (die gezamenlijk volgens hem in een topjaar opliepen tot 2,2 miljoen gulden) zou hebben misbruikt. Zo zou hij naar eigen zeggen een subsidie die was bedoeld voor een kerstdiner voor randgroepjongeren in werkelijkheid hebben besteed aan een skivakantie voor hem en zijn gezin. In 1996 herriep hij echter deze uitspraak weer en verklaarde dat de uitspraak verkeerd was geïnterpreteerd en deze uitjes in werkelijkheid werden gefinancierd met de hasjopbrengsten. In een interview uit 1995 gaf hij later aan in de jaren zeventig ook geweld te hebben gebruikt bij sommige activiteiten, maar dat dit alleen uit "functioneel oogpunt" was.
De gemeente Amsterdam liet na maatschappelijke en politieke druk in 1993 een accountantsonderzoek uitvoeren door Dijker (en) Doornbosch (een voorloper van PricewaterhouseCoopers). Zij stelden vast dat de stichting de ontvangen subsidies naar behoren had besteed. Een navordering van de belastingdienst leverde geen resultaat op. De dienst werd in het ongelijk gesteld bij het gerechtshof (Zesde kamer Europese Hof van Justitie - Zaak 289/86 dd. 05.07.1988).
Brown ontplooide zijn activiteiten daarop op individuele basis onder andere namen, zoals een stichting voor arbeidsbemiddeling en een vereniging voor de import van kreeft en sla. Hij heeft ook verklaard verantwoordelijk te zijn voor de introductie van de xtc-pil in Nederland.

## Moordzaak
Na de moord op drugshandelaar Tony Hijzelendoorn in maart 1992, werd zowel Martin Hoogland als Steve Brown opgepakt. Hoogland, een voormalig zakenpartner van Brown, werd vrijwel meteen na het arrest door Brown beschuldigd van de moord op Hijzelendoorn, die hij zijn vriend noemde, alsook de moord op drugsbaron Klaas Bruinsma. Brown kwam na drie maanden weer vrij op 17 mei 1992 en kreeg een schadevergoeding van 80.000 gulden. Bas van Hout schreef in zijn boek De jacht op de erven Bruinsma dat dit een deal was tussen justitie en Brown, maar Brown ontkende dit en wist met een rechtszaak in 2001 Van Hout te dwingen de passage over deze vermeende deal uit dit boek te halen. Hij trad op als getuige in de zaak tegen Hoogland. Zijn verklaring leidde mede tot de veroordeling van Hoogland voor de moord op Hijzelendoorn en Bruinsma, waarvoor overigens vrij weinig hard bewijs was. Brown vertrok naar Amerika. Hij dreef hier gedurende twee jaar een toerismezaak, die echter failliet ging. Later keerde hij terug naar Nederland en ging in Eindhoven wonen.

## Biografieën
In 1995 schreef journalist Bas van Hout het boek Steve Brown Beroep: Supercrimineel - De ongecensureerde biografie. over Brown, waarvoor hij een aantal gesprekken met hem voerde. Nog voor het boek uitkwam raakten Van Hout en de vrouw van Brown al in een twist over wat er in het boek moest komen te staan. Vervolgens probeerde Brown volgens Van Hout de publicatie van het manuscript te voorkomen, hetgeen mislukte. Sindsdien hebben Van Hout en Brown een slechte relatie, zie ook hieronder. Dit kwam onder meer tot uiting in een pamflet dat in november 1995 werd rondgestuurd door het 'Comité Verontruste Buurtbewoners' in de Eindhovense wijk Blixembosch, waar Brown toen naar eigen zeggen alweer anderhalf jaar woonde. In het pamflet, waarvan de afzenders zich niet bekendmaakten, werden bewoners erop gewezen dat de 'zeer gevaarlijke drugshandelaar Steve Brown' in hun buurt woonde, hij 'vrienden uit Amsterdam' ontving en hij een grote wapenvoorraad thuis zou hebben en dat er dus actie moest worden ondernomen om hem de wijk uit te krijgen. Brown ontkende de aantijgingen en beschuldigde Van Hout ervan de brief te hebben opgesteld, die echter verontwaardigd de beschuldiging van de hand wees.
In 1995 kwam ook het boek Steve Brown, drugsbaron in spijkerbroek uit van Peter Stuivenberg, het tweede, wel door Brown goedgekeurde boek over zijn leven. In dit boek gaf hij aan uit de criminaliteit te stappen (hetgeen hij reeds in 1992 gedaan zou hebben) en een eigen kledinglijn, 'Happy Fashion' op te willen zetten. Parool-verslaggever Bart Middelburg schreef in zijn boek Hoe de misdaad de media manipuleert in 2002 dat John Mieremet en Sam Klepper (beiden later geliquideerd) destijds hebben geprobeerd om het boek uit de schappen te houden door de hele oplage op te kopen en een rectificatie af te dwingen bij de volgende druk.

## Mediacarrière en vete met Peter R. de Vries
In 1997 presenteerde Brown bij tv-zender Veronica het zesdelige programma Zware Jongens. Ook kreeg hij een column voor het blad Panorama (vanaf 1995). Dit succes werd plotseling beëindigd toen misdaadverslaggever Peter R. de Vries in 1997 infiltreerde en in het geheim filmbeelden maakte van Brown, waarbij hij werd neergezet als een crimineel die cocaïne gebruikte op de Wallen. De Vries beschuldigde Steve Brown in zijn programma ook van oneerlijk gedrag en noemde hem een 'politie-infiltrant'. Dit betekende het einde van Browns mediacarrière: Veronica beëindigde zijn programma en ook Panorama stopte de samenwerking met hem.
Sindsdien was er een vete tussen Brown en De Vries. Met name dat zijn kinderen erop werden aangesproken en de buurt hem sindsdien met andere ogen bekeek, hadden bij Brown kwaad bloed gezet. In 2004 spande hij een rechtszaak aan tegen De Vries, waarbij de laatste veroordeeld werd tot betaling van € 2500 als vergoeding voor immateriële schade aan Brown in verband met het aantasten van zijn persoon door het tonen van beelden van zijn cocaïnegebruik en van handtastelijkheden tussen hem en de cameraploeg van De Vries.
Op 20 juni 2007 viel Brown De Vries aan en gaf hem een schop buiten bij de De Avond van het Spannende Boek in de Melkweg (een avond ter gelegenheid van de uitreiking van De Gouden Strop), hetgeen op video werd vastgelegd door studentenzender Campus TV. Deze video circuleert sindsdien op internet.
Op 24 januari 2009 viel Brown wederom De Vries aan. Volgens De Vries stond hij voor een verkeerslicht in Amsterdam te wachten, rukte Brown het portier open en sloeg op De Vries in. De Vries raakte hierbij gewond. Verder zou De Vries met de dood zijn bedreigd. Hij deed aangifte. Brown zelf beweert dat hij juist is aangevallen door De Vries. Meerdere getuigen meldden zich bij de politie om een verklaring af te leggen over de klappen die De Vries kreeg.
Het conflict kwam opnieuw in het nieuws toen Brown op 2 juni 2009 op zijn weblog een prijs zette op het hoofd van onder meer Peter R. de Vries, vanwege de "maffiajournalistiek" die deze zou bedrijven. De Vries deed daarop wederom aangifte.

## Rechtenstudie en moordaanslag
Na zijn werk voor Veronica en Panorama ging Brown rechten studeren aan de Universiteit van Amsterdam. Op 9 december 1999 werd hij voor zijn woning in Amsterdam neergeschoten. Hij werd geraakt in zijn maag en zijn lever maar overleefde het. Hij deed met succes een beroep op het Schadefonds Geweldsmisdrijven en kreeg 11.363 euro vergoed.
Na de aanslag werd hij van de Universiteit van Amsterdam gestuurd, omdat deze hem te gevaarlijk en "slechte reclame" vond; hij vervolgde zijn studie daarop aan de Vrije Universiteit. Hij behaalde in 2000 zijn propedeuse Nederlands recht. In 2001 werd het boek van Peter Stuivenberg uitgebreid met onder andere de aanslag op zijn leven, zijn rechtenstudie en zijn vete met Peter R. de Vries en opnieuw uitgebracht onder de titel Drugsbaron in spĳkerbroek: de opzienbarende biografie van een rechtenstudent. In 2003 verliet Brown de universiteit.

## Conflict met Bas van Hout
Om het boek Steve Brown Supercrimineel (1995) van journalist Bas van Hout zat een buikbandje met de tekst "Beloning: fl. 500.000,- (dood of levend) voor Veronica-presentator & hard-drugs dealer Steve Brown". Volgens Brown maakte Van Hout zich hiermee schuldig aan uitlokking tot moord. Daarnaast bood distributeur Betapress zijn excuses aan Brown aan en betaalde een schadeloosstelling van 10.000 of 15.000 gulden om een rechtszaak te voorkomen.
Verder heeft Van Hout gesteld dat Brown had gedreigd om Johnny de Mol, de zoon van ondernemer John de Mol te ontvoeren. Brown ontkent de beschuldiging en zegt dat Van Hout te maken heeft met de moordaanslag op hem in 1999.
Van Hout heeft ook nog een andere beschuldiging geuit jegens Brown die volgens Brown niet terecht is, en waardoor hij meent gevaar te lopen.
In september 2007 heeft Brown aangifte gedaan van onder meer stalking en laster door Van Hout.
De oorspronkelijke versie van het boek Steve Brown, drugsbaron in spijkerbroek werd in 1999 verboden door de rechter op straffe van een dwangsom van 30.000 gulden wanneer het boek niet binnen 30 dagen uit de handel zou zijn. Dit omdat Brown er naar eigen zeggen onterecht in werd afgeschilderd als een crimineel. De schrijvers en uitgeverij Elmar werden ook veroordeeld tot het betalen van 20.000 gulden schadevergoeding aan Brown. In 2001 werd Elmar tot een schadevergoeding van 50.000 gulden veroordeeld, omdat de uitgeverij onvoldoende had gedaan om het boek uit de handel te krijgen. Niet alleen zouden niet alle exemplaren uit de handel zijn genomen, ook zouden er een jaar na het vonnis door een fout van het Centraal Boekhuis nog extra exemplaren in omloop zijn gekomen. Dit vonnis is in 2007 in hoger beroep vernietigd.

## Huidige[(sinds) wanneer?]werkzaamheden
Hij publiceert op webblog Witheet artikelen over de Amsterdamse onderwereld en schrijft boeken. Hij publiceert op zijn website "Volksnieuws uit Amsterdam-Noir" regelmatig artikelen waarin hij tegenstanders (zoals Peter R. de Vries) en politici vrijwel onafgebroken in een kwaad daglicht stelt. In 2008 verscheen zijn nieuwste boek Steve Brown in Gangsta's Paradise. In maart 2011 werd zijn blog Witheet afgesloten na een klacht van de advocaat van Monique Tesselaar dat er inbreukmakend materiaal op stond. Na enkele jaren begon hij voor de Amsterdamse lokale omroep SALTO met een wekelijks televisieprogramma Stem van de straat. In 2017 richtte Brown een lokale politieke partij met dezelfde naam op, om daarmee mee te kunnen doen aan de gemeenteraadsverkiezingen van 2018. De lijst destemvandestraat haalde 899 stemmen (0,3%) en geen zetel.